# Jakub (patriarcha Aleksandrii)
Jakub (ur. 1803 na Patmos, zm. 1866 tamże) – prawosławny patriarcha Aleksandrii w latach 1861–1865 (według innego źródła – do 12 stycznia 1866).

## Życiorys
Był biskupem Kasandrii do 1846, gdy został wybrany biskupem Serro, gdzie pozostał aż do 1860. W 1861 został wybrany patriarchą Aleksandrii. Jako patriarcha próbował ingerować w wewnętrzne sprawy greckiej wspólnoty w Aleksandrii. 
Zmarł w 1866.